# Euxoa ura
Euxoa ura là một loài bướm đêm trong họ Noctuidae.